# 亚克兴-沃尼察
亚克兴-沃尼察（希臘語：Άκτιο-Βόνιτσα）是希腊西希腊大区埃托洛阿卡纳尼亚专区的市镇，行政中心为沃尼察镇。市镇面积为660.2平方公里，2021年人口数量为14,644人。
此市镇设立于2011年地方政府改革中，由原3个市镇合并而成，原市镇则成为新市镇的3个市区。